# La Unión Dos
La Unión Dos är en ort i Mexiko.   Den ligger i kommunen Soledad de Doblado och delstaten Veracruz, i den sydöstra delen av landet, 290 km öster om huvudstaden Mexico City. La Unión Dos ligger 79 meter över havet och antalet invånare är 120.
Terrängen runt La Unión Dos är platt, och sluttar österut. Runt La Unión Dos är det ganska glesbefolkat, med 39 invånare per kvadratkilometer. Närmaste större samhälle är Soledad de Doblado, 8,6 km norr om La Unión Dos. Omgivningarna runt La Unión Dos är en mosaik av jordbruksmark och naturlig växtlighet.